# Zorzines lushanaria
Zorzines lushanaria là một loài bướm đêm trong họ Noctuidae.